# Pine Creek (Northern Territory)
Pine Creek ist eine Stadt im Gebiet von Katherine des Northern Territory in Australien. 2021 hatte Pine Creek 318 Einwohner.

## Allgemeines
Pine Creek liegt am Stuart Highway, die Fernverkehrsstraße die Adelaide mit Darwin verbindet. Einige Veranstaltungen werden jährlich in Pine Creek organisiert, um den Ort in der Region populärer zu machen. Größtenteils handelt es sich dabei um Renn- oder Rodeoveranstaltungen.

## Geschichte
Die Ortschaft wurde im Jahr 1870 während der Errichtung der Transaustralischen Telegrafenleitung gegründet, die Adelaide mit Darwin und dem Überseekabel nach Indonesien und Europa verband. Nachdem ein Arbeiter 1871 beim Ausheben eines Loches für einen Mast der Leitung Gold gefunden hatte, brach ein Goldrausch in Australien aus.
Später war der Ort eine Zeit lang die erste Endstation der Nordaustralischen Eisenbahn, die bis 1911 Palmerston & Pine Creek Railway hieß.
Während des Zweiten Weltkriegs errichtete die Australian Army das 65. Australian Camp Hospital nahe Pine Creek. Zudem legte die US Army hier 1942 einen Flugplatz an für Notlandungen und zur Versorgung der Soldaten in Pine Creek. Anders als die meisten Orte im Top End wurde Pine Creek nicht durch japanische Flugzeuge bombardiert.